# ワールド・モニュメント財団
ワールド・モニュメント財団（World Monuments Fund: WMF）は、ニューヨークに拠点を置く民間の非営利組織であり、フィールドワーク、アドボカシー、助成金交付、教育および人材育成を通して世界中の歴史的建造物や文化遺産の保存に取り組んでいる。
1965年に設立されたWWFは、発足から1985年まで「国際モニュメント基金 (the International Fund for Monuments)」と称していた。
今日、WMFは英国、フランス、ポルトガル、スペインに事務局および支部を置いている。
寄付金拠出およびマッチングファンドを通して、WMFはアンコール遺跡にあるプリヤ・カーン寺院やロンドンのブルームズベリ・聖ジョージ教会など、90カ国以上の550を超える歴史的建造物や文化遺産を救済するため地域社会や政府と共同し、世界規模で活動している。
2006年、ワールド・モニュメント財団は「危機に瀕しているモダニズム」事業を立ち上げた。これは現代建築の擁護および保存を目的とするプログラムである。
なお、WMFが指定する「ワールド・モニュメント・ウォッチ・リスト：危機に瀕している世界のモニュメントリスト」は、「世界の文化遺産及び自然遺産の保護に関する条約」（世界遺産条約）に基づいてユネスコが登録する「世界遺産」リストとは異なるので注意が必要である。

## ワールド・モニュメント・ウォッチ
アメリカン・エキスプレスの援助を受け、1996年の初めよりWMFは最も危機に瀕している遺跡・記念物を100ヵ所選んで「ワールド・モニュメント・ウォッチ (the World Monuments Watch)」リストを隔年で発表している。
これは、ユネスコ (UNESCO)によって指定される「世界遺産」リストおよび「危機にさらされている世界遺産（危機遺産）」のリストとは異なるものであるが、範囲の広いユネスコリストに収載された遺産とWMFウォッチリストは重複するものがある。
「ワールド・モニュメント・ウォッチ」リストは、無関心、破壊、武力衝突、開発、自然災害、あるいは気候変動によって危機に瀕している世界中の文化遺産について国際的注意を引いている。
こうした監視を通じて、WMFは危機に瀕している遺産の保護についての地域社会の支持を啓蒙し、またそういった遺産を救済するための技術的および財政的資源についての勧誘を行っている。
監視対象の遺産は、その分野のエキスパートからなる第三者的委員団によって選ばれる。これらのエキスパートは政府、保存の専門家、非政府組織（NGO）、その他の組織から指名された者の中から選出される。
古代から現代まですべての時代の、自然環境から建造物まですべてのタイプの遺産が対象となる。
「モニュメント」は考古学的遺産、住居・公共・商業・軍事・宗教建築、文化的眺望、街並みなどであってよい。
2007年6月6日、2008年版の最も危機に瀕しているワールド・モニュメント・ウォッチ・リスト100選が、ワールド・モニュメント財団理事長のボニー・バーナム (Bonnie Burnham) から発表された。今年のリストは、政治紛争、歯止めのない都市および産業開発、そして今回初めて、全地球的気候変動といった、人類が作り出した3つの危機的脅威に光を当てている。
2008年版ウォッチリストは、人類が共有してきた歴史に接する唯一の道筋を与えてくれる世界の重要な場所の多くに取り返しのつかない損害を引き起こしながら、人間の活動がよりによって世界の文化遺産に対し最大の脅威となっていることを明確に示している。
「我々は敵に出会った、その敵こそ我々人類である」 － ウォルト・ケリー（漫画家・環境活動家）

## 2008年版リストの一部

### 地球的気候変動によって危機に瀕している遺産
- ハーシェル島（カナダ）
- シンゲッティのモスク（モーリタニア）
- ショナルガオ・パナムの都（バングラデシュ）
- レーの旧王都, （インド・ラダック）

### 紛争によって危機に瀕している遺産
- イラクの文化遺産群（イラク）
- バーミヤンの仏教遺跡（アフガニスタン）
- 生誕教会（ベツレヘム）
- ファマグスタの城壁都市（キプロス）
- サラエヴォ市民ホール（ボスニア・ヘルツェゴビナ）
- シュリーナガル遺産地区（インド）
- フリータウンの歴史的記念物（シエラレオネ）

### 経済および開発圧力によって危機に瀕している遺産
- タラの丘（アイルランド）
- ダンピアのロックアート（オーストラリア・Murujuga）およびマクサニ・コラニ（ペルー）
- マチュ・ピチュ（ペルー）
- サンクトペテルブルクのスカイライン（ロシア）
- 旧ダマスカス（シリア）
- ハサンケイフ（トルコ）

### 歴史的都市
- シュリーナガル遺産地区（インド）
- リマの旧市街（セントロ地区）（ペルー）
- アンベール市街（インド）
- ラ・ワカの歴史的地域（メキシコ・ベラクルス）
- キャンディ（スリランカ）
- オフリド（マケドニア共和国）

### 近現代建築
- 近現代のメインストリート（アメリカ合衆国）
- 近現代の上海（中華人民共和国）
- フロリダ・サザン・カレッジの旧キャンパス（アメリカ合衆国・フロリダ州）[3][4]
- 聖ペトロ神学校（スコットランド・カードロス）
- ソーク研究所（アメリカ合衆国・カリフォルニア州）
- モンテマール海洋生物研究所（チリ）
- ジョアン・ミロ財団（スペイン）
- 旧香川県立体育館（日本）

### 注目すべき地域

#### アフリカおよび中東
- イコムの石柱（ナイジェリア・クロスリバー州）
- 歴史的キルワ・キシワニ（タンザニア）
- ワ・ナー宮殿（ガーナ）
- ロロペニ遺構（ブルキナファソ）
- メドラセン（神学校）およびエル・クラウブのヌミディア王霊廟（アルジェリア）
- シュネト・エル＝ゼビブ（カセケムウイ王の葬祭周壁）（エジプト・アビドス）
- アル・アズハル・モスク（モロッコ・フェズ）
- アムラ城の古代浴場（ヨルダン）
- ブンブシ国立記念物 Bumbusi National Monument（ジンバブエ）

#### 南北中央アメリカ
- トゥトゥヴェニのペトログリフ遺跡、ホピ族の部族居住地（アメリカ合衆国・アリゾナ州）
- モーセ村 Moisés Ville のブレナー・シナゴーグ（アルゼンチン・サンタフェ州）
- ニューヨーク市クイーンズ区のニューヨーク州パビリオン（アメリカ合衆国・ニューヨーク州）
- 旧ルート66（アメリカ合衆国）
- テウチトランのグアチモントネス遺跡地帯（メキシコ・ハリスコ州）
- 総督府宮（グアテマラ）